# 프렌테 트리콜로

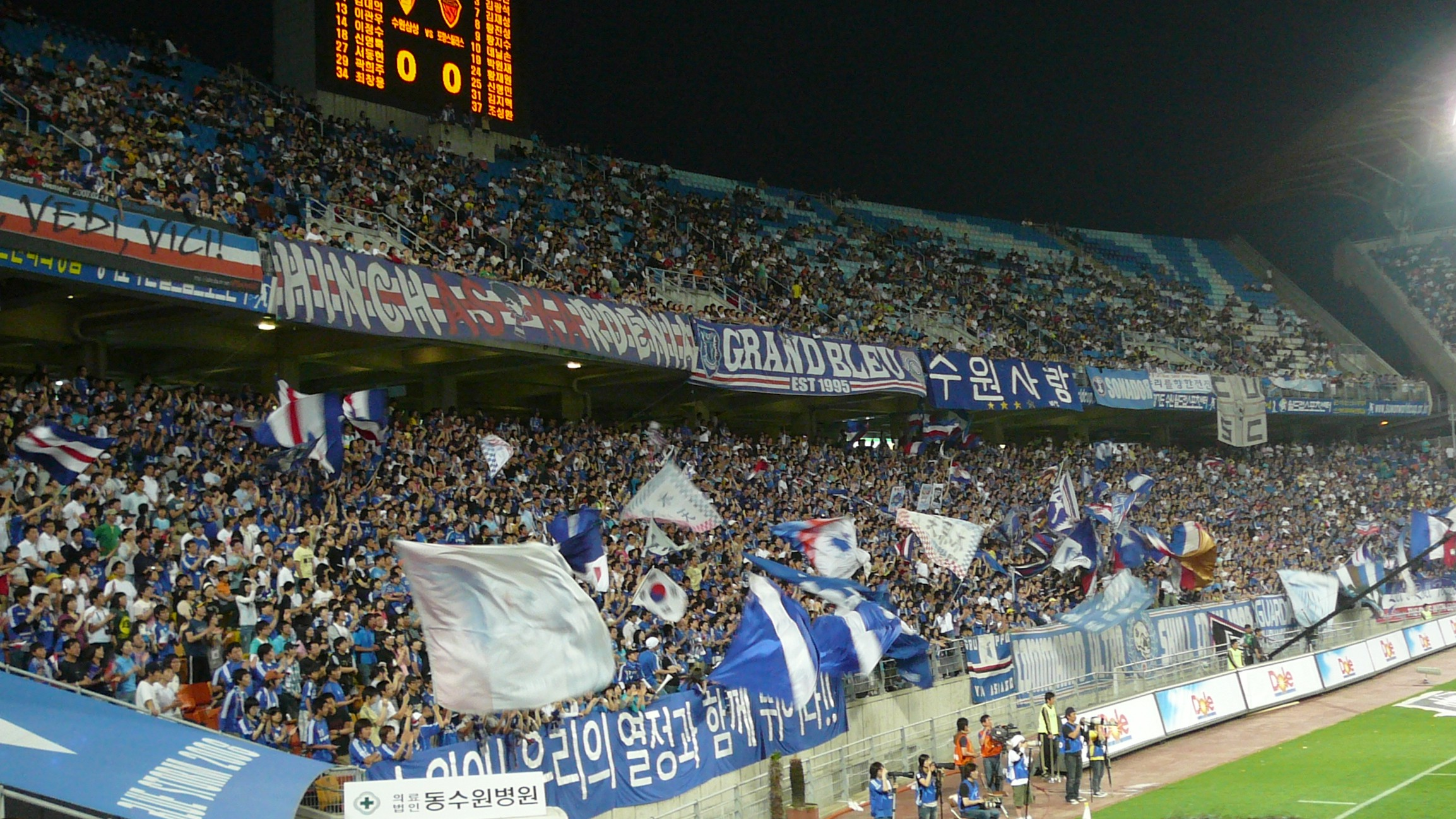
빅버드 N석에서 응원하는 프렌테 트리콜로.

프렌테 트리콜로의 대규모 퍼포먼스.

프렌테 트리콜로(Frente Tricolor, 청백적 전선)는 K리그2 수원 블루윙즈의 서포터이다.

## 역사
초창기엔 그랑블루(Grand Bleu)라는 이름을 사용하였는데  수원 삼성 블루윙즈의 팀의 색상인 파랑과 연관되어 짙푸른 바다를 가리키는 불어 단어로서, 수원 선수들과 지지자들이 경기장을 파랗게 물들이는 이미지가 푸른 바다와 비슷하다고 하여 1999년에 채택된 이름이다. 뤼크 베송의 영화 제목 그랑블루로부터 유래하였다.
1995년 12월 수원 삼성 블루윙즈가 창단하며 그 당시 K리그를 즐긴 동호회 하이텔 축구 동호회 회원들의 주도로 하이텔 사이버 윙즈 팬클럽이 만들어지게 되었다. 이때 하이텔 축구 동호회의 다수 회원들이 사이버 윙즈로 이동하여 공식적인 프로 축구팀 팬 클럽이 만들어지게 되었다. 1997년 팬 클럽이 '서포터즈'라는 이름으로 바뀌어 지금의 그랑블루가 되었다. 한때 그랑블루 홈페이지의 온라인 가입자 수는 약 3만 여 명으로 추산되기도 했다. 현재는 타팀 팬이 다수 유입되어 물의가 다수 빚어졌던 페이지는 사라지고 응원가와 공지를 중심으로 운영되는 새로운 페이지가 신설되었다.(외부 링크 참고) 그랑블루의 구성원은 대부분 수원이나 제주도를 연고로 하는 인원도 상당하여 제주지부를 두고있다.
그랑블루는 2001년 수원월드컵경기장이 완공됨에 따라 수원종합운동장으로부터 그 응원의 장을 옮겨 수원월드컵경기장 멤버는 서쪽 관중석(W석)이나 동쪽 관중석(E석)에서 응원하기도 한다. 그랑블루는 '응원하는 그 모두'라는 모토 아래 퍼포먼스를 하고 있다.
2012년 5월 15일, 기존 그랑블루와 독자 서포터스 단체인 하이랜드 에스떼가 통합하여 현재의 프렌테 트리콜로가 출범하였다.

## 같이 보기
- 수원 삼성 블루윙즈
- 수원월드컵경기장
- 아길레온
- 응원
- 서포터즈
- 퍼포먼스